# Trellius buqueti
Trellius buqueti är en insektsart som först beskrevs av Jean Guillaume Audinet Serville 1838.  Trellius buqueti ingår i släktet Trellius och familjen syrsor. Inga underarter finns listade i Catalogue of Life.